# Olios fuhrmanni
Olios fuhrmanni is een spinnensoort in de taxonomische indeling van de jachtkrabspinnen (Sparassidae).
Het dier behoort tot het geslacht Olios. De wetenschappelijke naam van de soort werd voor het eerst geldig gepubliceerd in 1914 door Embrik Strand. Ze is genoemd naar de Zwitserse parasitoloog Otto Fuhrmann. Het was een van de spinnen die Fuhrmann verzameld had op zijn expeditie samen met Eugène Mayor naar Colombia in 1910. Ze was afkomstig van het eiland Saint Thomas dat toen een Deense kolonie was. Het was de eerste tussenstop op hun reis naar Colombia vanuit Antwerpen aan boord van de "kleine, vuile" stomer Schwarzburg van de Hamburg-America Line, met aan boord de niet erg geruststellende lading van 900 kisten dynamiet en 6 kisten met fulminaatdetonators bestemd voor de goudmijnen van Colombia.